# Deutsches Dan-Kollegium
Das Deutsche Dan-Kollegium e. V. (DDK) ist ein Verband mit dem Anspruch, sämtliche Budosportarten in Deutschland zu vertreten.

## Hintergründe
Der DDK e. V. wurde am 20. September 1952 in Stuttgart gegründet und ist die erste und älteste Budo-Organisation Deutschlands. Nach der Gründung erhielt es vom Kodokan vertraglich die Legitimation, in Deutschland Judo zu lehren und sowohl Kyū- als auch Dan-Prüfungen abzunehmen. 1956 wurde das DDK Mitglied im Deutschen Judo-Bund (DJB), wobei das DDK weiterhin für das Lehr- und Prüfungswesen verantwortlich war. 1982, zum 30-jährigen Bestehen des DDK, erneuerte der Kodokan den Vertrag, in welchem dem DDK das Graduierungsrecht für Deutschland erteilt wurde.
Aufgrund finanzieller Streitigkeiten kam es Anfang der 1990er Jahre zum Zerwürfnis zwischen DDK und DJB. Im Grunde ging es um das vom DJB Anfang der 1990er Jahre  beanspruchte Graduierungsrecht. Kernpunkt des Streits war die Frage, ob es sich im Falle der Graduierung um ein kündbares Auftragsverhältnis oder ein nach dem BGB nicht widerrufbares Sonderrecht des DDKs mit bzw. gegenüber dem DJB handelt. Nachdem gerichtlich festgestellt worden war, dass es sich nicht um ein Sonderrecht, sondern um einen Auftrag handelte, entzog der DJB dem DDK die Zuständigkeit für das Prüfungswesen, was schließlich mit dem Ausschluss des DDK aus dem DJB endete. Die 1990 beginnende Entwicklung einer neuen Prüfungsordnung im DJB erfolgte nicht wegen dieser Auseinandersetzung mit dem DDK, sondern im Zuge der 1991 erfolgten Vereinigung des DJB mit dem Deutschen Judo-Verband (DJV). Vor der Vereinigung hatten die Unterhändler des DJV mit dem DJB die Ausarbeitung einer neuen gemeinsamen Prüfungsordnung vereinbart, die nach Beratungen mit Helmut Bark auch Grundsätze und Verfahrensweisen des DJV berücksichtigte. Das DDK wurde vom DJB wegen des Streites und der Kündigung des Graduierungsrechts in diese Verhandlungen nicht mit einbezogen.
Das DDK pflegt seitdem als eigener Verband den Breitensport und das von Kanō Jigorō gelehrte Judo. Im Gegensatz zum DJB erkennt das DDK die Prüfungen des anderen Verbandes an.
1995 wurde von Seiten des Kodokan der Vertrag mit dem DDK in Frage gestellt, da die Anerkennung des Graduierungsrechts unter der Voraussetzung erteilt war, dass das DDK innerhalb des Deutschen Judobundes (als Vertreter Deutschlands in der Internationalen Judo-Föderation) zuständig war. Da diese Zuständigkeit zwischenzeitlich entfallen war, erlosch nach Auffassung des Kodokan auch das Graduierungsrecht. Der DJB forderte daher den DDK auf, diese Behauptung einzustellen. Da es sich aber nach Meinung des DDK um einen internationalen Vertrag ohne Kündigungsklausel handelt, vertritt es die Meinung, dass der Vertrag nicht vorzeitig aufgelöst und damit die Legitimation des DDK, Prüfungen abzunehmen, auch nicht aufgehoben werden könne.
Seit langem versucht der Verein, Mitglied im Deutschen Sportbund zu werden, was den DDK-Mitgliedern die Unterstützung durch die Stiftung Deutsche Sporthilfe und Optimierung der Absicherung ermöglichen würde; jedoch scheitert dies bisher am Widerstand der im DSB beheimateten Budo-Dachverbände.

## Mitwirkende bei der Gründung

### Gründungsmitglieder
- Alfred Rhode (Frankfurt a. M.)
- Edgar Schäfer (Frankfurt a. M.)
- Walter Schombert (Essen)
- Ari Rinnert (Temouchent, Algerien)
- Ludwig W. Prass (Düsseldorf)
- Wilhelm Kahlert (Wiesbaden/Biebrich)
- Klaus Münstermann (Aachen)
- Otto Brief (Essen)
- André J. Eitel (Esslingen/Rüdern)

### Beisitzer bei der Gründung
- Emil Richard (Kiel)
- Heinrich Frantzen (Köln)
- Max Hoppe (Berlin)
- August Glucker (Stuttgart)
- René De Smet (München)
- Otto Schmelzeisen (Wiesbaden)

## Präsidenten des Deutschen Dan-Kollegiums
- 1952–1967: Alfred Rhode
- 1967–1971: Hans Wittmeier
- 1971–1974: Leo Köhler
- 1974–1987: Karl-Ludwig Lehmann
- 1988–1990: Erich Scherer
- 1991–2013: Dieter Teige[4]
- 2013–2014: Hans Gottfried (kommissarisch)
- 2015–2020 Klaus Trogemann
- seit 2020 Peter Gessner[5]